# Hong'en
Hong'en (kinesiska: 洪恩, 洪恩乡) är en socken i Kina. Den ligger i provinsen Henan, i den centrala delen av landet, omkring 180 kilometer sydost om provinshuvudstaden Zhengzhou. Antalet invånare är 24 621. Befolkningen består av 12 649 kvinnor och 11 972 män. Barn under 15 år utgör 23,0 %, vuxna 15-64 år 65 %, och äldre över 65 år 11,0 %.
Genomsnittlig årsnederbörd är 998 millimeter. Den regnigaste månaden är augusti, med i genomsnitt 192 mm nederbörd, och den torraste är januari, med 9 mm nederbörd.